# Chatanika
La Chatanika est un cours d'eau d'Alaska, aux États-Unis, situé dans la région de recensement de Yukon-Koyukuk. Longue de 128 milles (206 km), c'est un affluent de la Tolovana, elle-même affluent de la Tanana, laquelle se jette dans le Yukon.

## Sources
- (en) « Chatanika », Geographic Names Information System